# Mas del Marimon
El Mas del Marimon és un mas situat al municipi de Torroja del Priorat a la comarca catalana del Priorat inclòs en l'Inventari del Patrimoni Arquitectònic de Catalunya.

## Descripció
Conjunt de construccions adossades presidides per un cos principal de planta aproximadament quadrada, situat sobre un turó que té 361 m d'altitud i que genera un ampli meandre del riu Siurana. L'edifici principal és de planta baixa, pis i golfes. A la façana, orientada al Nord-oest, s'obren: la porta d'arc de mig punt dovellada i dues finestres a la planta baixa; tres àmplies finestres al pis i tres de més petites a les golfes. Aquestes tenen diverses arcades d'obra als vessants Sud i Est. El terra de la planta baixa conserva, encara, a l'entrada l'empedrat amb petits còdols. Per la part posterior hi ha una galeria coberta enrunada un petit tancat i un altre de gran per al bestiar. Molt proper hi ha un altre edifici auxiliar.

## Història
La casa Marimon és de llarga tradició a Torroja del Priorat, amb un bon edifici al carrer Major. La construcció del mas es degué produir durant els segles XVII o XVIII, encara que els terrenys planers on és assentat permet suposar una utilització agrícola anterior. Fou habitat de forma permanent fins a aquest segle i després conservat per a usos auxiliars. Actualment s'han realitzat obres d'infraestructures concretades en un nou camí i una excavació, presumiblement per a una piscina. En el molí proper s'hi instal·là la primera fàbrica d'electricitat del poble.